# Love Me Tender (2025)
Love Me Tender ist ein französischer Spielfilm von Anna Cazenave Cambet aus dem Jahr 2025. Er basiert auf dem gleichnamigen Roman von Constance Debré. Der Film hatte seine Weltpremiere in der Sektion Un Certain Regard der Internationalen Filmfestspiele von Cannes am 20. Mai 2025, wo er auch für die Queer Palm nominiert wurde.

## Handlung
Clémence teilt das Sorgerecht für ihren Sohn Paul mit ihrem Ex-Mann Laurent. Als sie eine lesbische Beziehung mit Sarah eingeht, klagt Laurent gegen das gemeinsame Sorgerecht. Nun muss Clémence nicht nur das Misstrauen ihrer Familie überwinden, sondern auch für ihr Recht kämpfen, Mutter und freie Frau zu sein.

## Veröffentlichung
Die Uraufführung fand am 20. Mai 2025 im Rahmen der Reihe Un Certain Regard der Internationalen Filmfestspiele Cannes statt. Der Film wurde darüber hinaus auch auf dem Festival du film de Cabourg mit dem Prix de la Jeunesse ausgezeichnet. Love Me Tender wird in Deutschland von Salzgeber ins Kino gebracht. Der Kinostart ist noch nicht bekannt.

## Rezeption
Jared Abbott bemerkt im Journey Into Cinema, dass Cambet ein emotionales und stilistisch pointiertes Portrait einer queeren Mutter gelingt. Er hebt Vicky Krieps’ zentrale Darstellung und Cambets einfühlsame Adaption des Romans hervor: „Der Film beginnt mit einem gewagten Schritt: Clémence trifft eine Frau im örtlichen Schwimmbad, und die beiden kommen in einer privaten Umkleidekabine zusammen. Es ist intim, impulsiv und nicht gerade das, was man von einer Geschichte erwarten würde, in der es um Mutterschaft und Familiengericht geht. Aber genau das macht den Film so interessant.“